# Neus Garriga
Neus Garriga Turón (ur. 18 października 1978 r. w Barcelonie) – reprezentantka Hiszpanii w żeglarstwie w klasie Europa. Brała udział w dwóch edycjach Igrzysk Olimpijskich (2000 i 2004). W swoim olimpijskim debiucie otarła się o medal, zajmując ostatecznie 4 pozycję, zaraz za reprezentantką Argentyny Sereną Amato. Garriga przez większość swojej kariery trenowała w klubie Club Nàutic El Balís, który znajduje się na przedmieściach Barcelony.
Garriga zadebiutowała na olimpiadzie w Sydney 2000, żeglując w klasie Europa. Wygrała w szóstym biegu z ogromnym przewagą nad resztą floty, ale dyskwalifikacja na czarnej fladze (brak możliwości odrzucenia) w ostatnim z jedenastu wyścigów spowodował jej spadek ze strefy medalowej na czwarte miejsce w klasyfikacji generalnej, z wynikiem 61 punktów.
Na Letnich Igrzyskach Olimpijskich 2004 w Atenach Garriga, zajmując dwunaste miejsce ma Mistrzostwach Świata ISAF 2003 w Kadyksie, zakwalifikowała się do swojego drugiego występu w reprezentacji Hiszpański w klasie Europa. W przeciwieństwie do swoich poprzednich Igrzysk Olimpijskich, Garriga nie była w stanie osiągnąć tak wysokiego wyniku i ostatecznie ukończyła regaty na 13 miejscu z 25 startujących zawodniczek, zdobywając 108 punktów.

## Osiągnięcia
| Rok  | Pozycja | Klasa  | Zawody                | Miejsce                   |
| ---- | ------- | ------ | --------------------- | ------------------------- |
| 2012 | 4       | Europa | Mistrzostwa Świata    | Hiszpania – L’Escala      |
| 2004 | 13      | Europa | Igrzyska Olimpijskich | Grecja – Ateny            |
| 2004 | 20      | Europa | Mistrzostwa Świata    | Włochy – Cagliari         |
| 2003 | 12      | Europa | Mistrzostwa Świata    | Hiszpania – Kadyks        |
| 2002 | 25      | Europa | Mistrzostwa Świata    | Kanada – Ontario          |
| 2001 | 4       | Europa | Mistrzostwa Świata    | Portugalia – Vilamoura    |
| 2000 | 4       | Europa | Igrzyska Olimpijskich | Australia – Sydney        |
| 2000 | 22      | Europa | Mistrzostwa Świata    | Brazylia – Salvador Bahia |
| 1999 | 29      | Europa | Mistrzostwa Świata    | Australia – Melbourne     |
| 1998 | 57      | Europa | Mistrzostwa Świata    | Niemcy – Morze Bałtyckie  |
| 1996 | 30      | Europa | Mistrzostwa Świata    | Hiszpania – Majorka       |

## Odnośniki zewnętrzne
- Profil ISAF
- Spanish Olympic Committee Bio [zarchiwizowane 2018-08-12]. Brak numerów stron w książce
- Neus Garriga Bio, Stats, and Results | Olympics at Sports-Reference.com. sports-reference.com. [zarchiwizowane z tego adresu (2020-04-18)].